# علی مؤمن (بازیکن فوتبال)
علی مؤمن (انگلیسی: Ali Moumen؛ زادهٔ ۳۱ مارس ۱۹۷۷) بازیکن فوتبال اهل الجزایر است.
از باشگاه‌هایی که در آن بازی کرده‌است می‌توان به باشگاه فوتبال وفاق سطیف، باشگاه فوتبال نصر حسین دای، و باشگاه فوتبال مولودیه وهران اشاره کرد.
وی همچنین در تیم ملی فوتبال الجزایر بازی کرده‌است.